# Vlastoručna oporuka
Vlastoručna (holografska) oporuka jest ona koju je oporučitelj sam vlastoručno napisao i vlastoručno potpisao.
Spada u redovite oblike oporuke.
- Za nju ne treba nikakva ovjera potpisa i slično. Znači, nisu potrebni svjedoci.
- Za valjanost nije nužno u njoj naznačiti mjesto i datum sastavljanja (ali je korisno jer se po datumu može utvrditi koja je oporuka ranija, a koja kasnija, ako je oporučitelj ostavio nekoliko oporuka).
- Mora biti pisana vlastitom rukom (rukopis). Oporuka pisana strojno i vlastoručno potpisana se ne smatra oporukom.

Stoga, vlastoručnu oporuku može praviti samo onaj koji zna čitati i pisati i može pisati.

## Ostali oblici oporuka
- Pisana oporuka pred svjedocima (alografska oporuka)
- Javna oporuka
- Međunarodna oporuka
- Usmena oporuka

## Poveznice
- Oporuka